# 机场街道
机场街道，是中华人民共和国辽宁省大連市甘井子區下辖的一个乡镇级行政单位。

## 行政区划
机场街道下辖以下地区：
蓝天社区、郭东社区、南山社区、民航社区、昌虹社区、南松社区和郭中社区。